# 駅逓司
駅逓司（えきていし）とは、慶応4年閏4月21日（明治元年・1868年6月11日）に設置された、交通通信担当（駅逓郵便）の官司。後に大蔵省駅逓寮（えきていりょう）、農商務省駅逓局（えきていきょく）と改称され、後の逓信省の元になった。

## 沿革
政体書に基づいて会計官（七官の一つ）が設置された際にその下に設置された。翌年の明治2年には民部省設置とともに移動され、事実上の「大蔵民部省」の一翼を担う。1871年3月1日 (旧暦)（新暦4月20日）、駅逓司の前島密・杉浦譲らによって郵便制度が開始された。
明治4年には民部省が廃止され大蔵省に統合されて、8月に大蔵省駅逓寮に昇格した（1877年1月の寮→局制の移行に伴い、駅逓局と改称）。郵便制度は1875年1月には為替制度（郵便為替）、5月には貯金業務（郵便貯金）を加えてその重要性は高まっていった。なお、幕藩体制の助郷制度の廃止による交通制度の改革も駅逓司の所管であった。
その一方で1874年に大蔵省から分離した内務省、1881年に内務省から分離した農商務省に移管され、1885年に駅逓局そのものが新設の逓信省として独立することになった。

## 歴代の長
駅逓頭
- 濱口成則（濱口梧陵）：明治4年8月10日（1871年9月24日）- 明治4年8月17日[3]
- 前島密：明治4年8月17日（1871年10月1日）- 1877年1月19日[3]

駅逓局長
- 前島密：1877年1月19日 - 1880年2月28日[3]

駅逓総官
- （兼）前島密：1880年3月25日 - 1881年2月8日[3]
- 野村靖：1881年2月8日 - 1885年12月28日[3]